# Karen Holtsmark
Karen Kristine Holtsmark (Ås, 11 novembre 1907 – Ås, 7 marzo 1998) è stata una pittrice norvegese.

## Biografia
Figlia di Gabriel Gabrielsen Holtsmark (1867–1954) e di Margrete Weisse (1871–1933), Karen Holtsmark proveniva da una famiglia illustre: il padre era pedagogista e fisico; il nonno materno, Johan Peter Weisse (1832–1886), era filologo, il nonno paterno, Bent Holtsmark (1823–1903), era agricoltore e politico come gli zii Bernt (1859-1941) e Torger Holtsmark (1863-1926).
Ebbe due fratelli e due sorelle, dei quali il fratello Johan Peter (1894–1975) divenne fisico, la sorella Anne Elisabeth (1896-1974) filologa.
Nel 1936 sposò Haakon R. Brækken, ma il matrimonio terminò con il divorzio.
Dal 1924 al 1927 frequentò la Statens håndverks- og kunstindustriskole, Accademia nazionale norvegese dell'Arte e dell'Artigianato, e dal 1927 al 1930 la Statens kunstakademi, Accademia nazionale norvegese delle Belle Arti.
All'Accademia delle Belle Arti fu allieva del pittore norvegese Axel Revold (1887–1962), insegnante che ebbe in comune negli stessi anni con il pittore surrealista danese Vilhelm Bjerke-Petersen (1909–1957). Quest'ultimo, che aveva studiato anche sotto la guida di Paul Klee e di Vassily Kandinsky, fu un grande sostenitore del Surrealismo ed influenzò diversi pittori, fra cui la stessa Karen Holtsmark. 
Il Surrealismo non fu tuttavia l'unica corrente artistica cui Karen si accostò: dipinse quadri espressionisti, e venne influenzata anche dal pittore danese Georg Jacobsen (1887-1976), estimatore di Cézanne e del Cubismo, che fu suo insegnante durante un periodo trascorso in Francia. Nello stesso periodo, Karen fece proprie le idee del Comunismo.
Karen Holtsmark espose per la prima volta nel 1935 al Kunstnerforbundet, e successivamente a Copenaghen nello stesso anno, quindi a Lund, in Svezia, nel 1937.
Alcune fra i suoi dipinti furono oggetto di discussione, tanto che la Galleria nazionale di Oslo non acquistò la sua opera maggiore, Mennesket og vilkårene (1935), fino al 1993, pur possedendo ben dodici dei suoi paesaggi.
Nel 1959 fu tra i vincitori di un'esposizione presso lo Storting, il Parlamento norvegese. La sua opera Solens gang fu tessuta da Else Halling fra il 1959 ed il 1965, e successivamente esposta in municipio.
Karen smise di lavorare nel 1970 a causa dei problemi ad un occhio.
Si spense ad Ås, sua città natale, nel marzo del 1998.